# Drée (Côte-d’Or)
Drée ist eine französische Gemeinde mit 66 Einwohnern (Stand: 1. Januar 2022) im Département Côte-d’Or in der Region Bourgogne-Franche-Comté. Sie gehört zum Arrondissement Dijon und zum Kanton Talant.

## Geographie
Drée liegt etwa 25 Kilometer westsüdwestlich von Dijon. Die Gemeinde wird umgeben von Verrey-sous-Drée im Norden, Bussy-la-Pesle im Osten und Nordosten, Sombernon im Süden und Südosten sowie Saint-Mesmin im Westen. 

## Bevölkerungsentwicklung
| Jahr                       | 1962 | 1968 | 1975 | 1982 | 1990 | 1999 | 2006 | 2013 | 2019 |
| Einwohner                  | 27   | 23   | 25   | 41   | 52   | 31   | 51   | 50   | 61   |
| Quellen: Cassini und INSEE |      |      |      |      |      |      |      |      |      |